# Odontomyia angusta
Odontomyia angusta är en tvåvingeart som beskrevs av Walker 1854. Odontomyia angusta ingår i släktet Odontomyia och familjen vapenflugor. Inga underarter finns listade i Catalogue of Life.